# Neuburgo (Mecklemburgo-Pomerânia Ocidental)
Neuburgo é um município da Alemanha localizado no distrito de Nordwestmecklenburg, estado de Mecklemburgo-Pomerânia Ocidental.
É membro e sede do Amt de Neuburgo.